# Södra Karelen
Södra Karelen (finsk Etelä-Karjalan maakunta) er et landskab og en sekundærkommune i det sydøstlige Finland. 
Södra Karelen består af ti kommuner, der tilsammen havde 124.610 indbyggere i 2024. Villmanstrand er landskabets hovedby. 

## Nabolandskaber
Södra Karelen grænser i øst op til Rusland , i nordøst til Norra Karelen, i nord til Södra Savolax og i vest til Kymmenedalen.

## Regionen Sydfinland
Södra Karelen hører administrativt under Sydfinlands regionsforvaltning. Det samme gør landskaberne Kymmenedalen, Nyland, Päijänne-Tavastland og Egentliga Tavastland. 
Som resten af Sydøstfinland så hører Södra Karelen under Östra Finlands militärlän.

## Kommuner
Södra Karelen består af ni kommuner. De to byer (städer) er skrevet med fed skrift. 
- Imatra
- Lemi - Klemis
- Luumäki
- Parikkala
- Rautjärvi
- Ruokolahti - Ruokolax
- Savitaipale
- Taipalsaari
- Lappeenranta - Villmanstrand

61°N 28°Ø / 61°N 28°Ø